# Ja samo pjevam
Ja samo pjevam sedmi je studijski album hrvatske pop pjevačice Severine, koji 1999. godine objavljuje diskografska kuća Croatia Records. Na albumu se nalazi deset pjesama koje potpisuju brojni autori, između ostalog Đorđe Novković, Jadranka Krištof, Faruk Buljubašić, Aleksandra Kovač, Ante Pecotić, Nikša Bratoš, Rajko Dujmić i Severina. Osim devet autorskih pjesama, na albumu se nalazi i obrada pjesma "Dodirni mi koljena". Izdana su četiri singl s albuma "Da si moj", "Ante", "Ja samo pjevam" i "Dodirni mi koljena".
Album nije podržan dvoranskom turnejom, ali 6. srpnja 2000. godine održala je solistički koncert na stadionu Stari plac u Splitu pred više od 20 000 ljudi.

## Pozadina
Godine 1998. godine nakon razlaza s glazbenim producentom Zrinkom Tutićem, odlučila je sama pisati pjesme i producirati album. Listopada iste godine napisala je pjesme "Ja samo pjevam", "Ante" i "Pustite me da je volim", koju je kasnije poklonila Ivanu Mikuliću. Početkom 1999. godine Đorđe Novković poklanja joj pjesmu "Da si moj" s kojom nastupa na MHJ iste godine.

## Tržišni uspjeh
Album je debitirao na prvome mjestu u Hrvatskoj, a prodan je u više od 50 000 primjeraka.

## Popis pjesama
| Br. | Skladba                            | Autor                                                                 | Producent(i)   | Trajanje |
| --- | ---------------------------------- | --------------------------------------------------------------------- | -------------- | -------- |
| 1.  | »Ante«                             | Severina Vučković, Hrvoje Grčević, Jadranka Krištof, Vladimir Pavelić | Hrvoje Grčević | 3:04     |
| 2.  | »Ja samo pjevam«                   | Severina, Hrvoje Grčević                                              | Hrvoje Grčević | 3:36     |
| 3.  | »Dodirni mi koljena«               | Marina Tucaković, Zoran D. Živanović, Radovan Jovićević               | Nikša Bratoš   | 4:29     |
| 4.  | »Nedostaješ mi«                    | Faruk Buljubašić, Rajko Dujmić                                        | Hrvoje Grčević | 3:47     |
| 5.  | »Tužna pjesma«                     | Severina                                                              | Ante Pecotić   | 3:42     |
| 6.  | »Da si moj«                        | Severina, Đorđe Novković, Faruk Buljubašić, Jadranka Krištof          | Ante Pecotić   | 3:37     |
| 7.  | »Bolna ti bolujem«                 | Severina                                                              | Ante Pecotić   | 3:33     |
| 8.  | »Esmeralda«                        | Maja Županović                                                        | Nikša Bratoš   | 3:49     |
| 9.  | »Da mi da biram« (duet Sar E Roma) | Severina, Damjan J. Vilotić, Ante Pecotić                             | Ante Pecotić   | 3:03     |
| 10. | »Odavde do vječnosti«              | Spomenka Kovač, Aleksandra Kovač                                      | Ante Pecotić   | 3:08     |

## Certifikacije
| Država   | Certifikacija |
| -------- | ------------- |
| Hrvatska | platinasta    |